# Дефиле (мода)

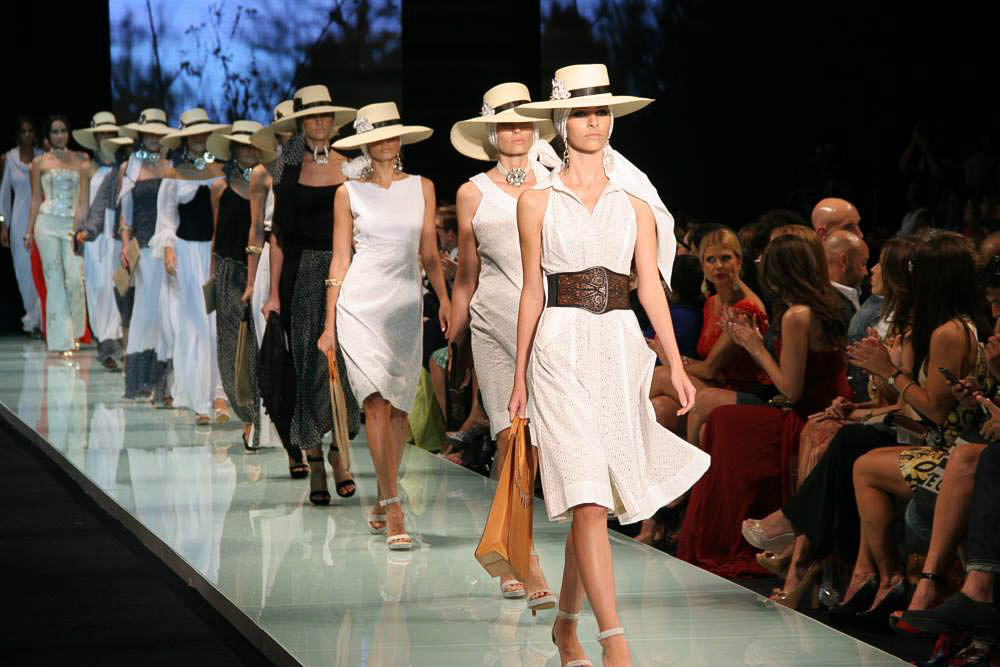
Дефиле

Дефиле́ (также пока́з мод) — демонстрация моделей одежды манекенщицами и манекенщиками в процессе их движения по подиуму.

## Предыстория
История западной моды насчитывает около семи веков, но дефиле на шесть веков моложе. Появление показов мод с использованием живых моделей связано с резким ростом высокой моды во Франции во второй половине XIX века:
- в 1850 году в Париже работали 150 портных;
- в 1863 году — 494;
- в 1870 году — 700;
- в 1900 году — 1700.

Модельеры в значительной степени работали на экспорт (63 % в 1902 году), при этом ими экспортировались не готовые платья, а выкройки и права на производство; многие изготовители прет-а-порте полностью работали на экспортные рынки. Формальные показы мод возникли для удобства зарубежных оптовиков и индивидуальных покупателей.
В XVIII веке демонстрация фасонов производилась путём перевозки одетых в платья больших (75 см высотой) модных кукол на шарнирах. Однако уже с 1820-х годов появилась тенденция использования для демонстрации одежды моделей (поначалу мужчин-манекенщиков), при этом сами показы проходили путём прогулок в общественных местах. Во второй половине XIX века постепенно установилась практика приезда клиенток к портным, обычно дважды в год (до этого портные, за исключением нескольких — Уорт, фр. Virot, Laferrière — выезжали к заказчицам на дом). Модельеры оформляли свои показы, имитируя интерьер гостиных и привычные для дам из общества живые картины.

## История
Дефиле как приём модного бизнеса изобрёл французский модельер британского происхождения Чарльз Фредерик Уорт в середине XIX века (первое упоминание о дефиле в прессе относится к 1870 году, когда об этом написал журнал «Парижская жизнь»). Считается, что самой первой моделью Уорта стала его помощница — а затем жена — Мари Верне (фр. Mary Vernet). Уорт встретил Верне в фр. Gagelin et Opige, компании по продаже шелков, где она демонстрировала шали на себе, а он отвечал за их продажу. В начале 1850-х годов Уорт создал в фр. Gagelin et Opige ателье по пошиву платьев, при которых был устроен салон, где манекенщицы демонстрировали зарубежным заказчикам новые модели одежды. В 1858 году Уорт и Верне открыли своё дело, Мари продолжила в нём работу манекенщицей, но после болезни в середине 1860-х перестала показывать платья сама и стала организовывать работу фр. demoiselles de magasin в салоне, но оставила за собой демонстрацию мод в свете. Модели, многие родом из Англии, ходили взад и вперёд по комнатам, демонстрируя наряды для важных заказчиков (большинство клиенток выбирало платья по каталогам). Молодые привлекательные манекенщицы способствовали продажам: через них даже самая «слоноподобная» женщина могла увидеть свою осиную талию.
В 1880-х годах женщины-модели появились в публичном пространстве, показывая наряды на Елисейских полях и в Булонском лесу. По-видимому, в это же время манекенщицы начали энергично двигаться, отражая возникший в женском обществе интерес к спорту.
Показы мод в театральном стиле развивались на стыке XIX и XX веков. В конце 1890-х показы Пакен стали проводиться в фиксированное время, подобно спектаклям. В 1901 году дизайнер Люсиль провела в Лондоне первое публичное дефиле со сценой и музыкальным сопровождением, другие модельеры быстро скопировали идею. Показы шли, в отличие от современности, в медленном темпе и занимали полтора часа или более, зрители терпеливо ждали, пока причёска модели будет сменена за кулисами, чтобы лучше соответствовать новому платью. Люсиль первая обратила внимание на аксессуары, вплоть до породистых собак на подходящих к платью поводках. Почти одновременно в Париже Пуаре проводил эффектные дефиле — но на траве в саду (он построил сцену только в 1909 году).
В США первые дефиле появились в начале XX века, в основном в универсальных магазинах для демонстрации французских мод.
Чтобы с образцами могло ознакомиться большее количество зрителей, американские организаторы показов изобрели длинные и высокие подиумы, возвышающиеся над публикой в демонстрационном зале и простирающиеся в аудиторию (англ. catwalk). На фото 1909 года, сделанном в Египетском зале магазина Уонамейкерс, видна отходящая от сцены в аудиторию под прямым углом длинная платформа, на которой стоят около двадцати моделей. Пропорции конструкции ближе к современным подиумам, чем к сценам Люсили.